# 1005 TCN
1005 TCN là một năm trong lịch La Mã.